# 罗马桥 (特里尔)

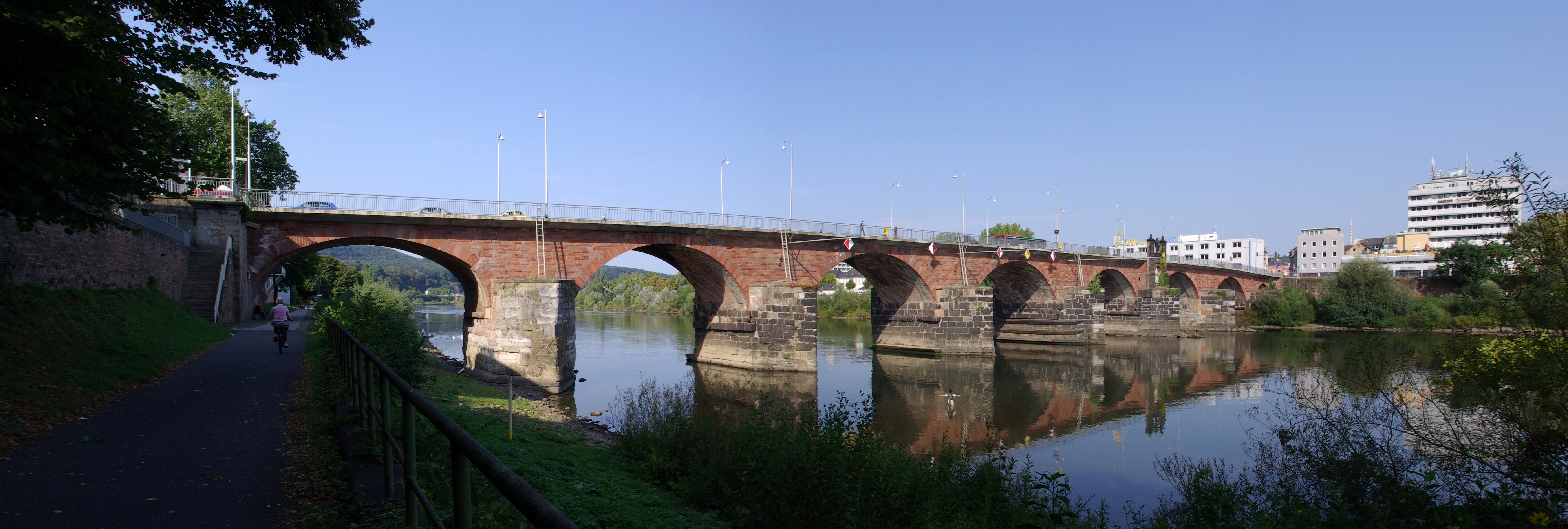
从南方看罗马桥

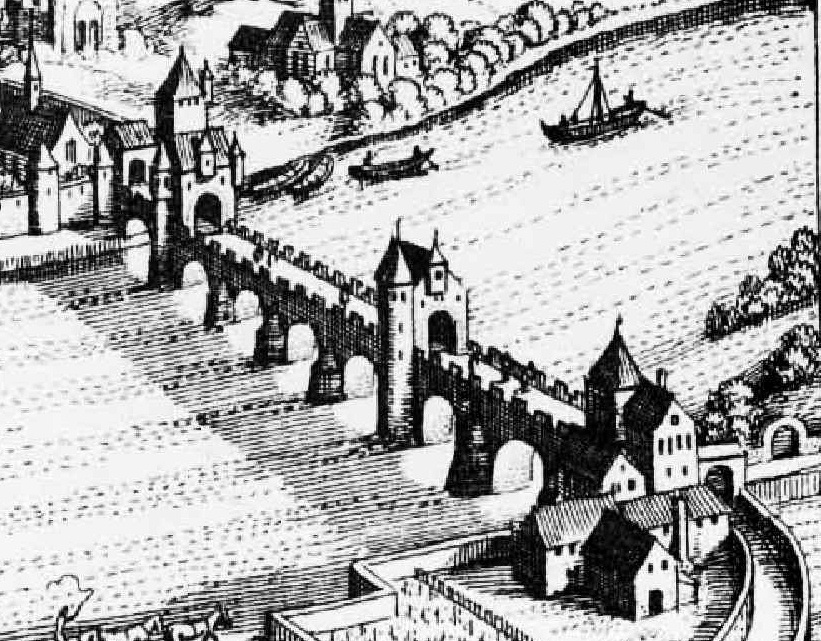
中世纪铜版画中的罗马桥，作者Matthäus Merian 1646

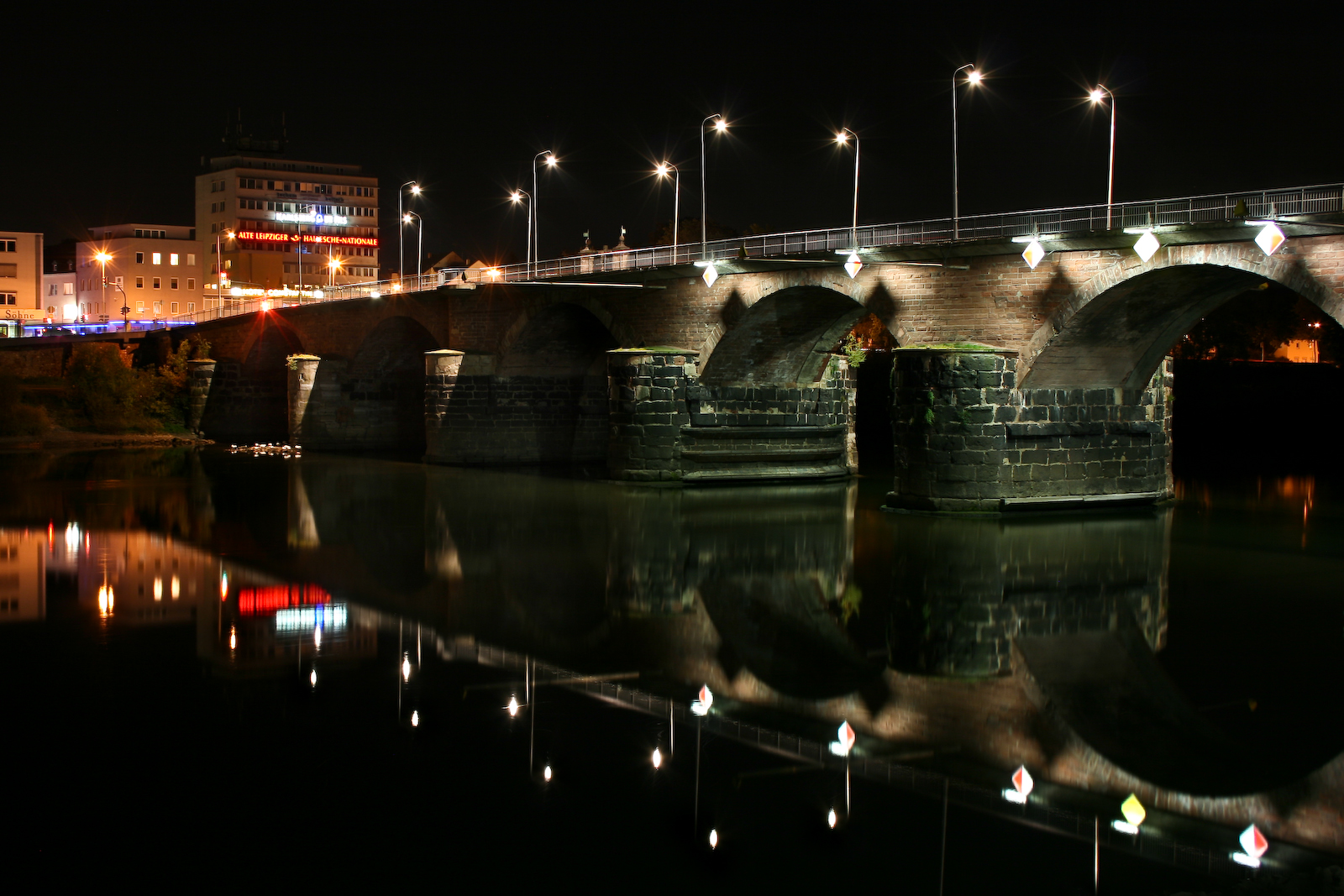
夜晚的罗马桥

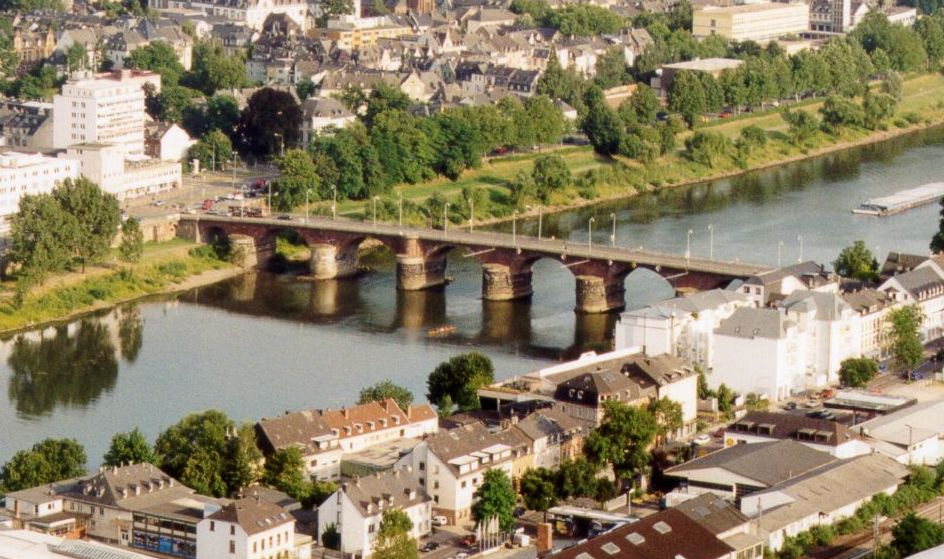
从马林柱看罗马桥

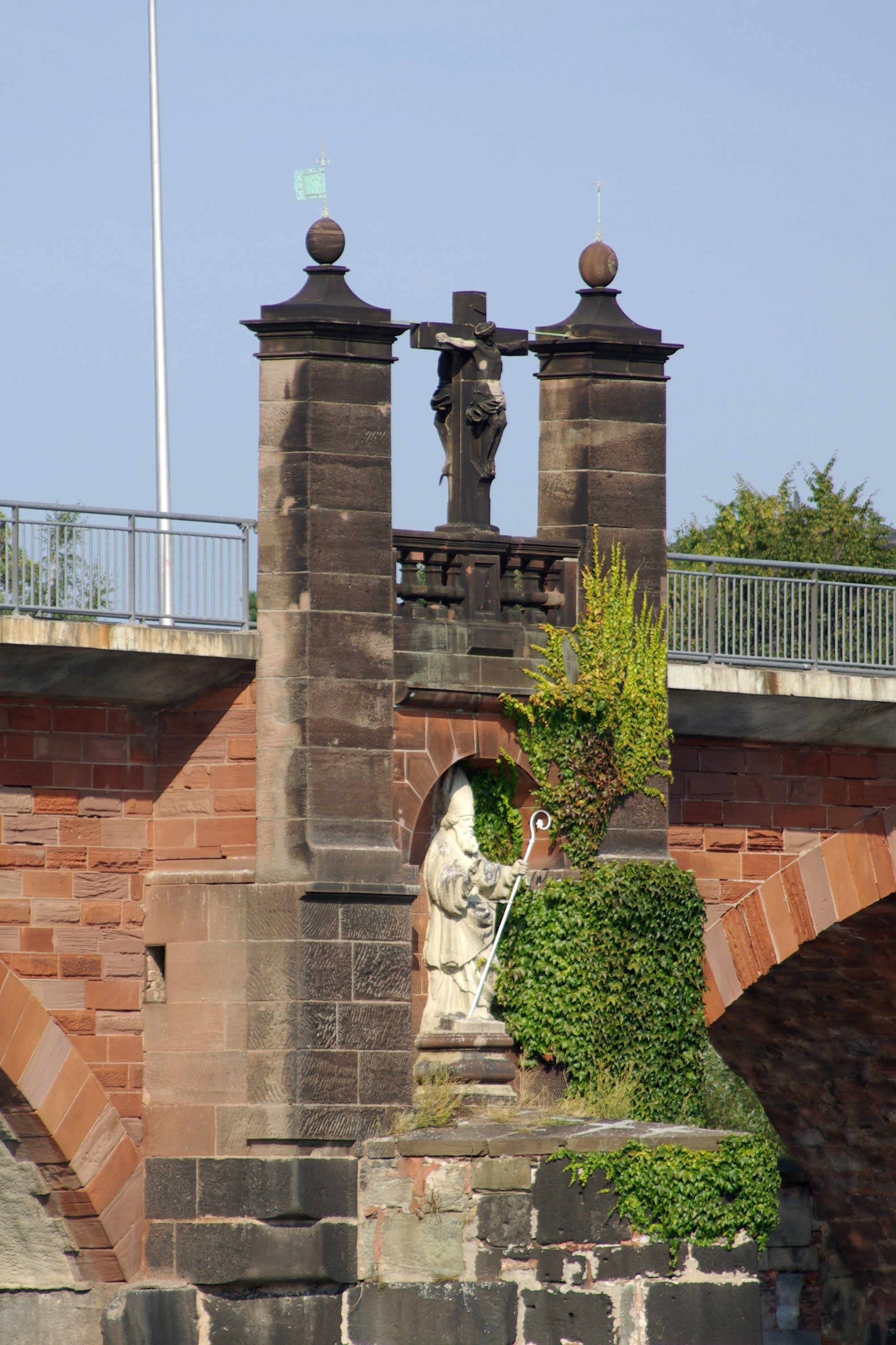
桥中央的十字架和雕像

罗马桥（德语：Die Römerbrücke，又称： Alte Moselbrücke）坐落在特里尔的摩泽尔河上，是德国最古老的桥。1986年起罗马桥和特里尔主教座堂、圣母教堂被联合国教科文组织（UNESCO）列为世界遗产。

## 历史
第一座罗马人在摩泽尔河上建的桥可追溯于公元前17年，它是一座排架桥。这是1963年通过树轮年代学的方法测量桥桩得到的结论.
第一座石桥是公元45年建造的。位置在今天罗马桥沿河稍微向下一点。据说现在在水浅的时期还能看见一部分桥墩。
今天石桥的桥墩是公元144年到152年建造的。这是自特里尔建城之后在那个位置建造的第三座桥。借助于防水的板桩墙人们在和床上用玄武岩和蓝岩方石（Blausteinquadern）建造了桥桩。建筑所用的石头来自于曾经的火山Hohe Buche附近的石矿场。桥墩朝着水流的方向是三角形的，为了抵御洪水和冰的撞击。罗马时期，在坚固的桥桩上面是木质的支撑结构。上面是10米宽的桥面。桥面在普通水位的时候高于水面14米，船在顺流而下时不必折下桅杆就能通行。逆流而上时由于湍急的水流必须通过拉纤才能通过。
关于中世纪的桥头堡，至今仍有争论。科学家不确定这个类似于尼格拉城门的桥头堡到底立于莫泽河的左岸还是右岸。
桥的石拱是1190年到1490年的中世纪才出现的，非常有可能是特里尔大主教兼选帝侯Balduin修建的。最初罗马人修建的的九个桥墩中有五个保留至今。有一个古老的说法：两边的两个桥墩是1717年到1718年新造的。这个说法是不准确的。其实这两个桥墩在罗马时期整修堤防的时候被掩盖起来了。
1689年这座桥被法国军队炸毁。1716到1718年特里尔选帝侯的私人建筑师 Johann Georg Judas恢复了桥拱。借助这个机会，人们在桥墩的西侧雕了一个十字架和一个圣尼古拉斯像。1806年人们拆除了西边的桥头堡，1869年拆除了东边的。1931年人们加宽了桥面，建造了高出桥面的人行道并保存至今。
1945年3月2日美军有可能通过这座桥到达特里尔西部。当时德军由于目前尚不清楚的原因没有炸毁此桥。
第二次世界大战结束后，由于人们计划把摩泽尔河以及周围水道连成运河。由于这个计划人们实施了许多各个方面的考古工作。
1. ↑  . visitworldheritage.comhttps.   [2024-11-03].